# 高梁川
高梁川（たかはしがわ）は、岡山県西部を流れる一級河川で、高梁川水系の本流である。吉井川、旭川とともに岡山三大河川の一つ。岡山県下で最大の流域面積を誇り、その支流域は広島県にも及ぶ。

## 概要

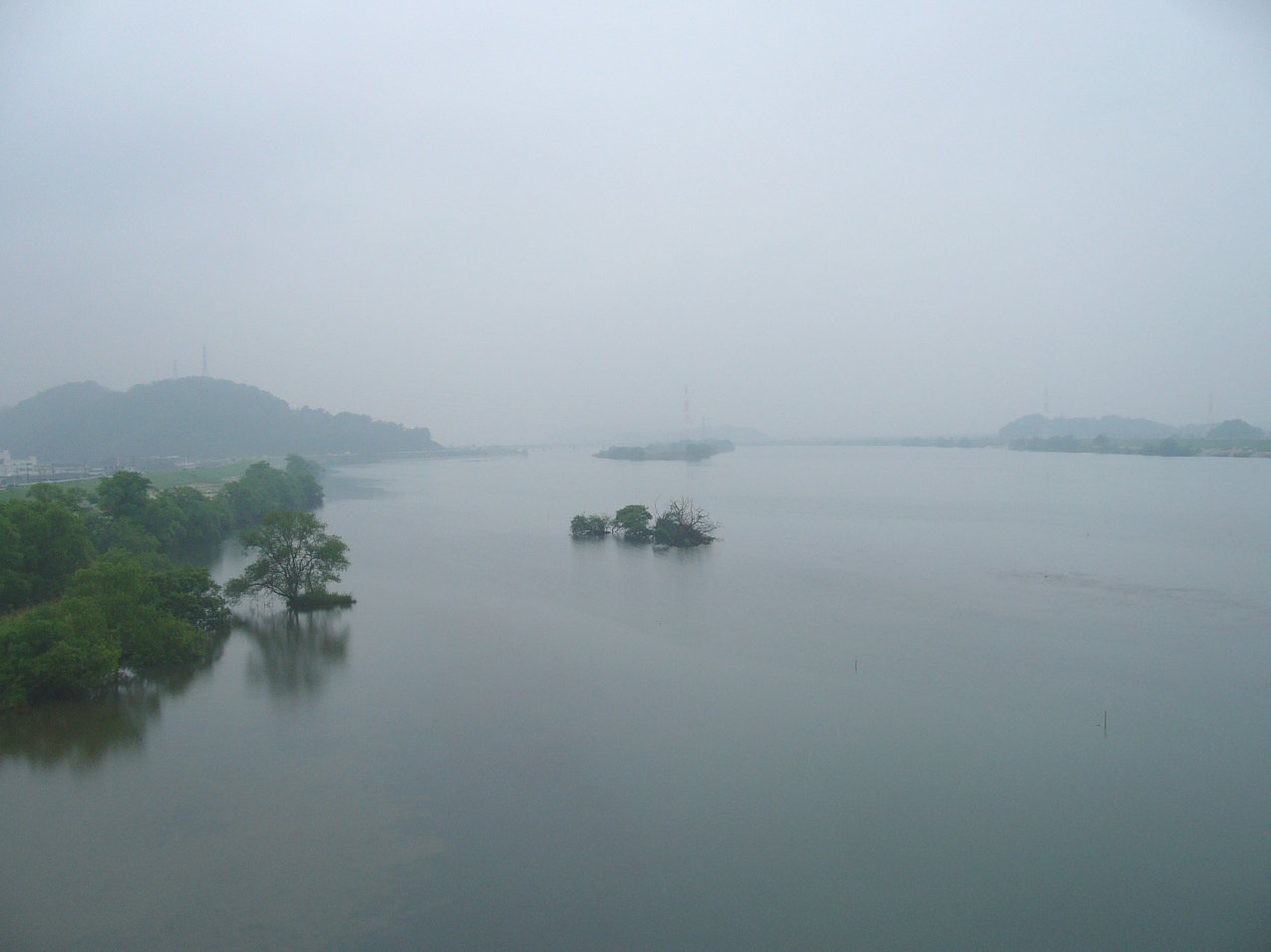
高梁川大橋から南望

鳥取県境の明地峠（標高 755 m ）に近い花見山（標高 1,188 m ）の東麓（新見市）を源流とし、吉備高原の間を貫流して瀬戸内海水島灘（倉敷市）に注ぐ。
上流部は主に石灰岩質のカルスト台地である阿哲台を貫通し、河川の浸食によって生成された鍾乳洞や渓谷に富む。また、植物分布も日本ではこの地域特有のものも多い。

### 語源
沿岸の河岸段丘上に発達した山間の町「高梁」に由来すると思われるが、「高梁」の由来には諸説があり、定かではない。
- 古く高梁川（松山川）を「高橋川」と呼んでいたところから、沿岸に「高橋」という地名が出来て、のちに「高梁」に変化したのだというもの。この説だと川の名前が先だが、表記は地名が先である。
- 『高梁市史』によると、高梁の地名は古くは「高橋」と称したが、高橋九郎左衛門が備中守護として来た際、城主の姓と地名が同じであるのは望ましくないという理由で「松山」と改めた。その後明治初年になって伊予松山と混同されたため、元の「高橋」に戻し、さらに「橋」の字に雅字の「梁」を当てて「高梁」とした。

「たかはし」の読みについては、吉備高原の台地の端（松山城のあった地点）あるいは河岸段丘の高く切り立った端のことを指すと思われる。いずれも地名が川名になったと考えられる。

## 歴史
古代から近代にかけて高瀬舟による水運に利用され、備中国域の経済の大動脈として重要な河川であった。
かつては、河島川（川嶋川）・河邊川（川辺川）・総社川・松山川・板倉川・宮瀬川など時代や地域によって様々な名称で呼ばれた。

### 古代 〜 中世（井尻野分岐）
古代高梁川は総社平野（吉備平野）へ突入する部位（現在の総社市井尻野湛井あたり）で南と東へ分岐していた。
東流は分岐点からやや南東に流身をとりつつ現在の総社市街・吉備平野を蛇行しながら東方へ流れ、やがて当時の足守川と現在の総社市長良付近で合流し、その後南へ進路を変え、吉備中山西部を北から南へ流走し、岡山市北区撫川・倉敷市上東付近が河口で、吉備穴海に流入していた。この河口付近に備中国の国府津があったとされ、上道遺跡はそれに関連している遺跡だとする説もある。
備中国風土記逸文である「宮瀬川」によると、賀陽郡の伊勢御神社（いせのみかみのやしろ）の東に河があり、河の西に吉備建日子命宮（きびたけひこのみことのみや）があるので、この河を宮瀬川と称した、とある。
この逸文が宮瀬川（高梁川旧東流）の河道の存在を暗示している。この旧東流の河道は、古代行政区をわける「郡境の河道」であったとされ、河道の北側が賀陽郡、南側が窪屋郡・都宇郡であった。
その後、平安時代末期の妹尾太郎兼康による十二箇郷用水建設により、総社中心部では同用水の基幹用水路・総社東部では前川の一部・岡山市北区高松付近では西方に河道が移動し、現在の足守川の中下流となった。
また総社市井尻野から南に分流した流路（現在の高梁川の流路）は、現在の流路に近い位置を蛇行しながら分岐・合流をしつつ現在の倉敷市真備町川辺あたりで小田川と合流、総社市清音古地あたりが河口だった。この南分流の河道は、当時の下道郡・賀陽郡・窪屋郡の郡境となっていた。度々洪水を起こしたため、河道や分流などが変遷し、それに合わせ郡境も変更されていた。

### 中世 〜 近世（古地分岐）
前述のように、平安末期に井尻野分岐の東流は姿を変えたが、南流は土砂による堆積作用や戦国時代以降の新田干拓などにより河口は南に移動していった。さらに現在の総社市清音古地で東西に分流し、西流は現在の柳井原貯水池を通り、現在の倉敷市船穂町水江あたりから現高梁川の流路に近い位置を流れた。東流は、現在の総社市清音黒田から倉敷市酒津あたりまでは現在の流路とほぼ同じ位置を流れ、酒津以南はそのまま南へほぼ直進して流れた。なお、西流は又串川、東流は酒津川とも呼ばれた。倉敷代官所が作らせた1705年（宝永2年）、地図では、古地で高梁川が分岐しており、さらに干拓により児島・連島が陸続きとなり、河口部も西流が連島の西側、東流が連島東側と児島西側の間に位置している。また、干拓により造成された、児島北側を東側へ流れ児島湾に流入する分流である吉岡川も描かれている。さらに現在の倉敷市中島は旧窪屋郡、同市西阿知町は旧浅口郡であることから、両地区の境界部を酒津川の派川が流れ、この派川が郡境であったとも考えられている。
また、備中松山藩により、現在の倉敷市船穂町船穂東部から玉島港にかけて高瀬通しと呼ばれる運河が造成された。

### 近世 〜 現代（酒津分岐）

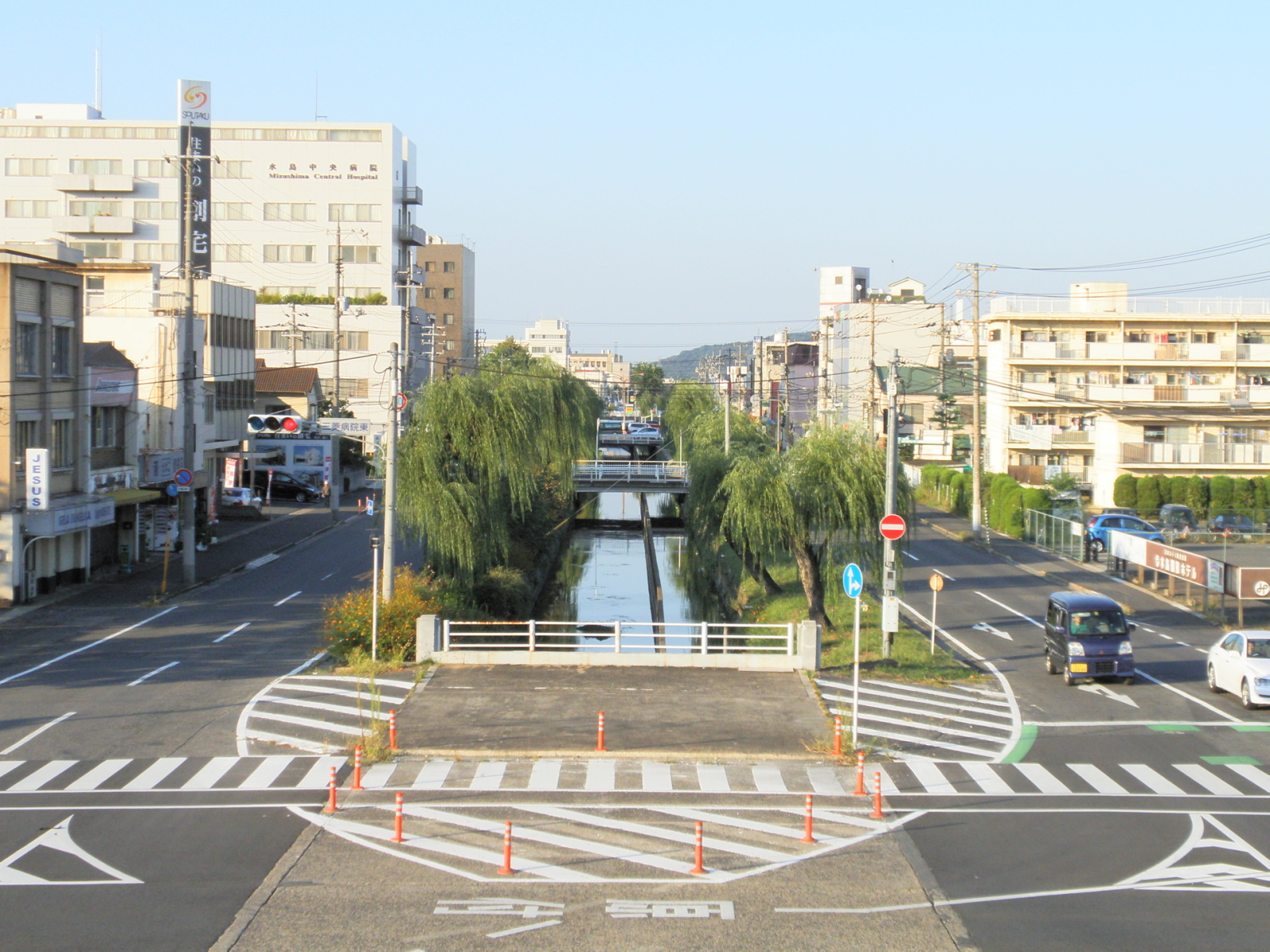
東高梁川廃川地に掘削された八間川用水（倉敷市水島。用水の左側が水島青葉町、車両進入禁止の道路標識がある右側が水島西常磐町。）

現在の倉敷平野部では、高梁川の洪水に幾度も悩まされたため、度々河川の改修・治水工事が行われた。
特に、1892年（明治25年）7月の台風により氾濫したことが契機となり、1907年（明治40年）からは内務省の直轄工事として旭、東西の分岐点が、古地から現在の倉敷市酒津で東西に分岐するように変更され、東高梁川（東松山川）、西高梁川（西松山川）となった。旧分岐点から新しい西流（西高梁川）までの流路は柳井原貯水池となった。
さらにその後の改修により、酒津分岐の東高梁川は廃川となり、約470ヘクタールの廃川敷には学校や農地、工場が作られた。1925年（大正14年）に明治期から続いた大改修工事は完成。
同年5月20日には若槻内務大臣を迎えて竣工祝賀会が開かれた。
この工事により西高梁川が本流となり、現在に至っている。旧河口部には水島市街地、旧堤防には水島臨海鉄道水島本線や八間川用水などが造成された。
2018年に発生した平成30年7月豪雨（西日本豪雨）では流域で氾濫が相次ぎ、支川の小田川などが決壊した倉敷市真備町を中心に甚大な被害をもたらした。このため、かねてより計画されていた高梁川・小田川の合流点を下流側へ付け替える工事を「真備緊急治水対策プロジェクト」のハード面における主要事業として実施。これまでの合流点を堰き止め、小田川の流路を柳井原貯水池を経由し約4.6 km下流で高梁川と合流させるもので、2024年（令和6年）3月に完成した。

### 水不足の発生
高梁川水系では度々少雨の影響で水不足の恐れがある。特に深刻だった水不足問題は1994年夏頃である。貯水率は0パーセントになり、断水などが相次いだ。9月に台風が接近したために水不足は解消された。その後2002年や2005年にも水不足の心配があったが、こちらは特に深刻ではなかった。
2007年秋頃から少雨の影響で再び渇水の恐れがあり、一時的に取水制限を実施した。同年12月23日の流域4箇所のダム貯水率は46.3％と、平年値を大幅に下回った。2008年も少雨の影響で8月21日の貯水率は4ダムの平均が42.3％を下回った。

## 流域の自治体
岡山県
新見市、高梁市、吉備中央町、井原市、矢掛町、総社市、倉敷市
広島県
庄原市、神石高原町、福山市

## 主な支流
市名は流域の自治体。
- 西川 : 新見市

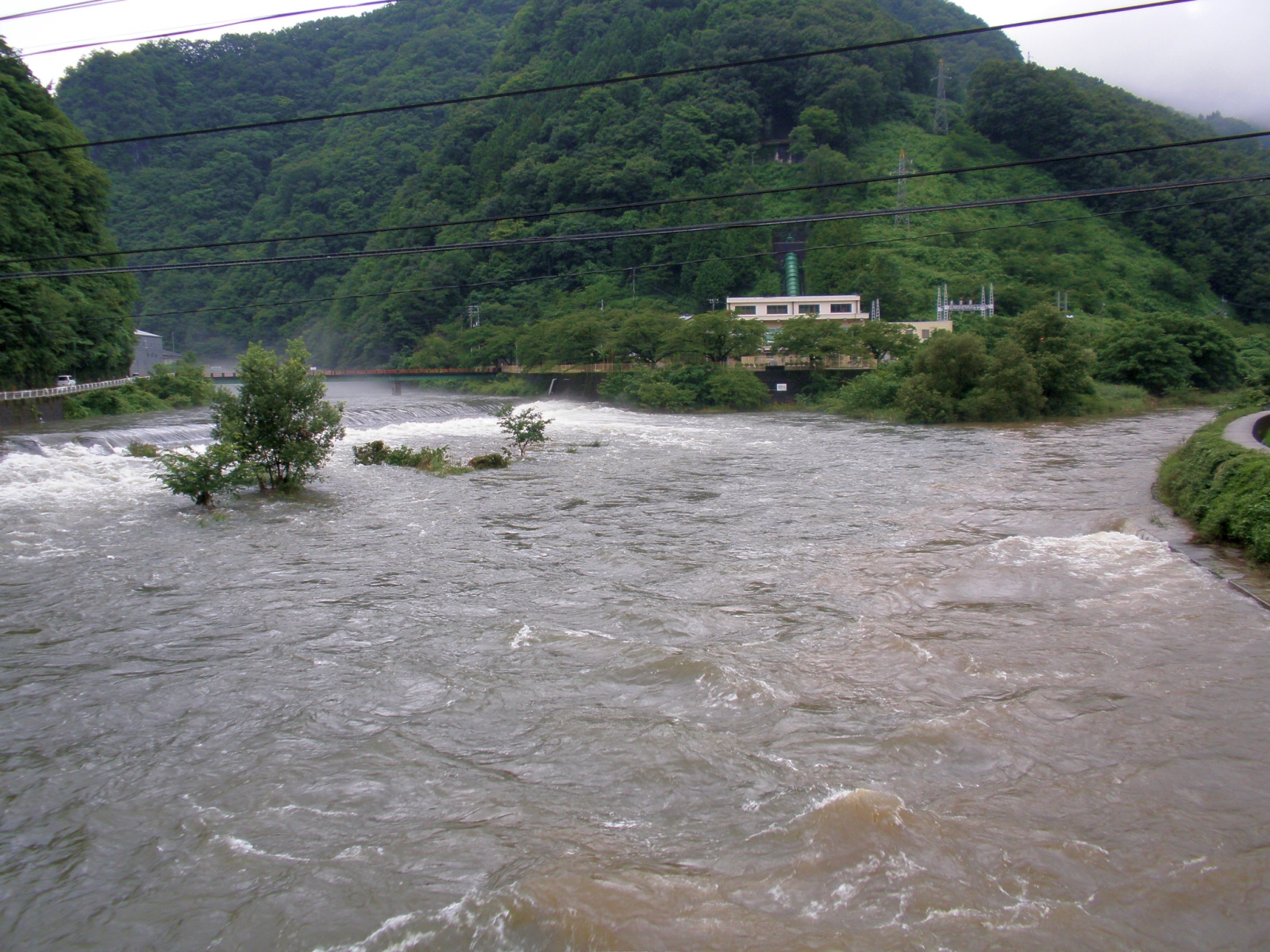
高梁川と西川の合流点（新見市）

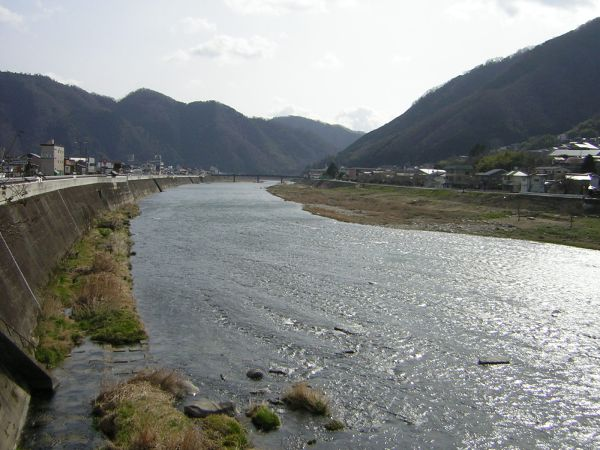
高梁川（高梁市）

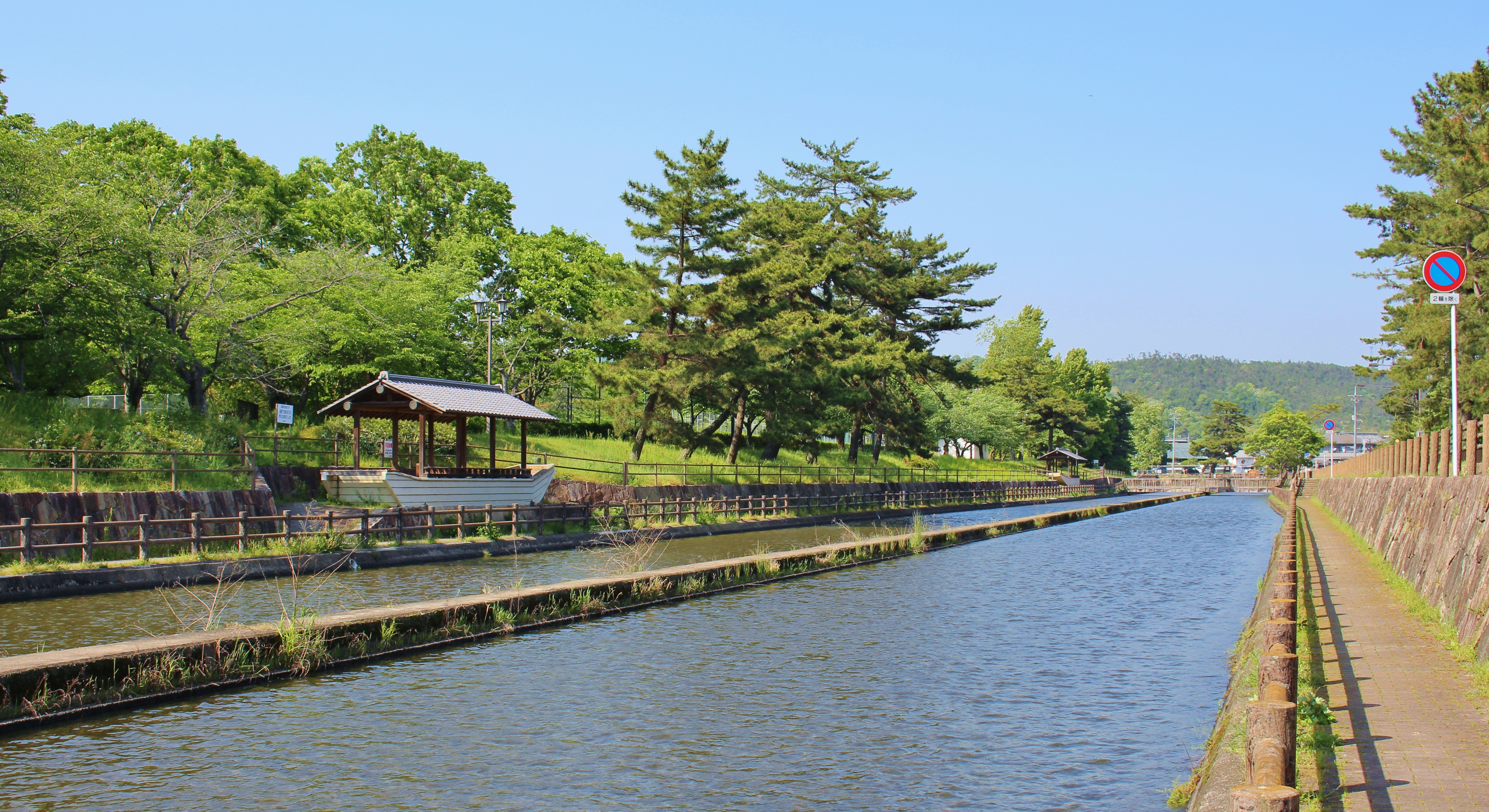
高梁川東西用水。倉敷市酒津にある酒津公園の西。

- 小阪部川（小坂部川） : 新見市東部・大佐地区
- 成羽川 : 広島県庄原市東城町、神石郡神石高原町、岡山県高梁市。広島県側では東城川とも呼ばれる。
- 有漢川 : 岡山県高梁市北西部（津川・巨瀬・有漢地区など）
- 増原川 : 高梁市玉川地区
- 影谷川 : 総社市水内地区
- 槙谷川 : 総社市池田地区、加賀郡吉備中央町大和地区
- 新本川 : 総社市新本・山田・久代・秦・神在地区
- 小田川[注 3] : 広島県神石郡神石高原町、福山市加茂町・山野町、岡山県井原市、小田郡矢掛町、倉敷市。井原市芳井町以北では、吉井川（芳井川）、山野川とも呼ばれる。

## 河川施設（支流域を含む）
- 千屋ダム （新見市）
- 高瀬川ダム （新見市）
- 三室川ダム （新見市）
- 河本ダム （新見市）
- 大佐ダム （新見市）
- 小阪部川ダム （新見市）
- 新成羽川ダム （高梁市）
- 楢井ダム （高梁市）
- 大竹ダム （高梁市）
- 槙谷ダム （総社市）
- 明治ダム （井原市）
- 湛井堰（たたいぜき） （総社市、湛井十二箇郷組合参照）

## 並行する交通

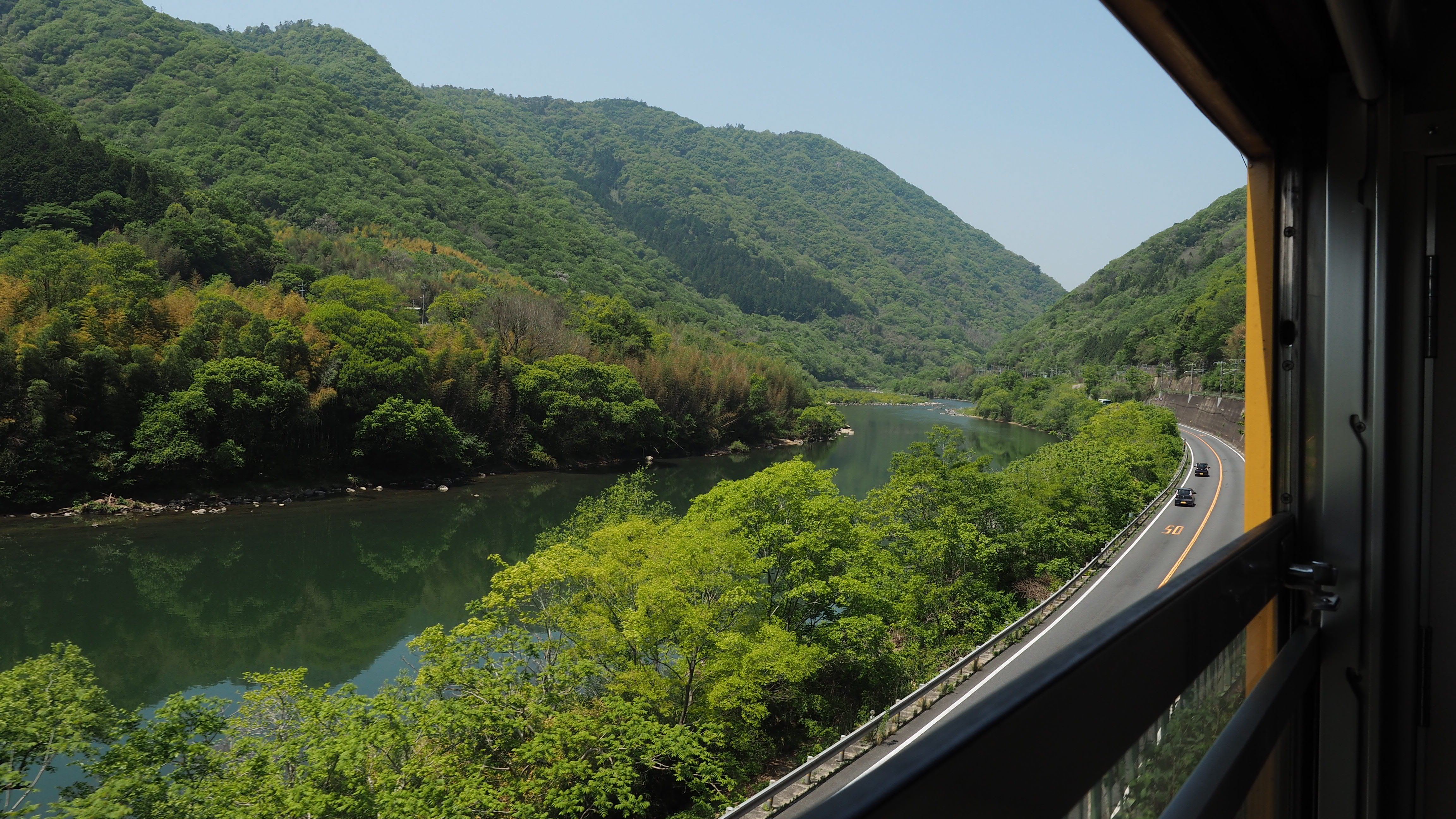
伯備線 美袋 - 備中広瀬駅間の列車から見た高梁川。並行する道路は国道180号。(2018年5月撮影)

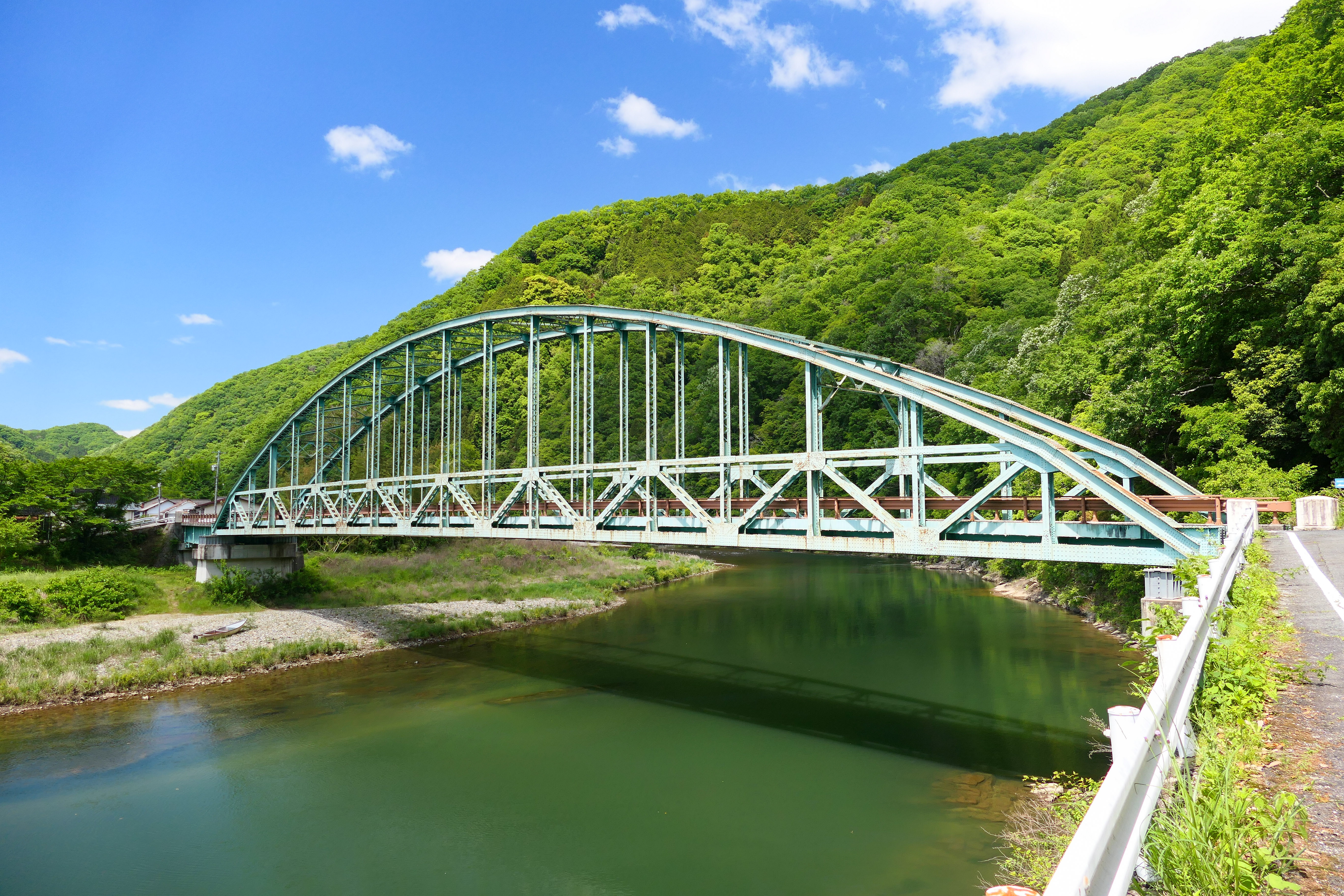
田井橋。1937年築の下路ランガートラス橋で、支間長88ｍはランガー形式の道路橋としては日本一の長さである。「室戸台風の災害復旧橋梁群」として井倉橋、方谷橋と共に土木学会より土木遺産に認定されている。

### 鉄道
- JR 伯備線 （倉敷駅 〜 新見駅で並行、布原駅 〜 新郷駅では西川に並行）
- 水島臨海鉄道 水島本線 （倉敷市駅 〜 三菱自工前駅 〜 倉敷貨物ターミナル駅間で並行）

### 道路
- 国道180号 （新見市 〜 総社市で並行）
- 国道486号 （総社市 〜 倉敷市で並行）

### 主な橋梁
橋梁延長100メートル以上の国道・県道を中心に上流側から記載する。出典：2015年度（平成27年度）岡山県統計年報
| 名称           | 路線                                             | 市             | 延長 (m) | 備考 |
| -------------- | ------------------------------------------------ | -------------- | -------- | --- |
| 別所亀滝大橋   | 国道180号                                        | 新見市         | 115      | |
| 高梁川橋       | 中国自動車道                                     | 新見市         |          | |
| 正田橋         | 岡山県道33号新見川上線                           | 新見市         | 100      | |
| 美郷大橋       | 国道180号                                        | 新見市         | 130      | |
| 川合橋         | 岡山県道309号巨瀬高倉線                          | 新見市         | 116      | 上流側の旧橋梁は新見市道として残る。 |
| 井倉大橋       | 国道180号                                        | 新見市         | 164      | |
| 広石橋         | 国道180号                                        | 新見市         | 120      | |
| 秋町橋         | 岡山県道309号巨瀬高倉線                          | 高梁市         | 106      | |
| 鳴戸大橋       | 国道180号                                        | 高梁市         | 146      | |
| 高梁大橋       | 岡山県道302号宇治鉄砲町線                        | 高梁市         | 133      | |
| 落合橋         | 国道313号                                        | 高梁市         | 142      | |
| 玉川橋         | 岡山県道293号宇戸谷高梁線                        | 高梁市         | 201      | |
| 水内橋         | 岡山県道166号美袋井原線                          | 総社市         | 185      | |
| 下倉橋         | 岡山県道54号倉敷美袋線                           | 総社市         | 272      | |
| 豪渓秦橋       | 岡山県道278号宍粟真備線                          | 総社市         | 349      | |
| 総社大橋       | 岡山県道80号上高末総社線                         | 総社市         | 473      | |
| 新総社大橋     | 総社市道                                         | 総社市         | 660      | 2016年（平成28年）開通。 |
| 川辺橋         | 国道486号                                        | 総社市・倉敷市 | 459      | 下流側の旧橋梁（歩行者・自転車専用）は2023年5月に橋脚が傾いたため通行止め。 復旧時期は未定で、暫定的に現橋梁に歩行者・自転車通行帯を設けている。 |
| 高梁川橋       | 山陽自動車道                                     | 倉敷市         |          | |
| 倉敷大橋       | 倉敷市道                                         | 倉敷市         | 512.2    | 倉敷市による事業では高梁川初の橋梁。 2016年（平成28年）1月24日開通。 この開通により渡し船「水江の渡し」が同年3月31日をもって廃止。               |
| 船穂橋         | 岡山県道60号倉敷笠岡線                           | 倉敷市         | 552      | |
| 高梁川大橋     | 国道2号（玉島バイパス）                          | 倉敷市         | 630      | |
| 霞橋           | 国道429号                                        | 倉敷市         | 643      | 上流側の旧橋梁は歩行者・二輪車専用として残る。                                                                                                   |
| 水島大橋       | 岡山県道398号水島港唐船線 （水玉ブリッジライン） | 倉敷市         | 1,198    | |
| 倉敷みなと大橋 | 水島港臨港道路                                   | 倉敷市         | 2,564    | 2017年（平成29年）3月25日開通。 |

## 流域の観光地
- 帝釈峡 : 成羽川（東城川）支流の帝釈川。広島県神石郡神石高原町/庄原市東城 上帝釈峡の雄橋は国の天然記念物で世界三大天然橋のひとつ。
- 阿哲峡 : 西川沿岸。新見市
- 羅生門 : 新見市 阿哲台地上の古い鍾乳洞の痕跡で国の天然記念物。
- 井倉峡・井倉洞 : 新見市 岡山県指定天然記念物
- 磐窟渓・磐窟洞 : 高梁市 渓谷美と国の名勝である希少な鍾乳洞。
- 吉備高原 : 高梁市
- 豪渓 : 支流の槙谷川。総社市槙谷
- 山野峡（猿鳴峡）：福山市 支流の小田川に広がる渓谷 広島県指定天然記念物